# Anja Kroll
Anja Kroll (* 7. Februar 1963, in Konstanz) ist eine Gleitschirmpilotin. Sie ist deutsch-schweizerische Doppelbürgerin, lebt in der Schweiz und startet für Schweizer Mannschaften. Im Jahr 2006 holte sie mit ihrer Mannschaft den Europameistertitel in Morzine und wurde 2007 und 2008 Gesamtweltcupsiegerin.

## Leben
In Deutschland aufgewachsen, zog Kroll 1999 in die Schweiz und lebt seit 2014 in Lenzburg im Aargau, wo sie 2021 eingebürgert wurde. Sie studierte Informatik (FH) in Berlin und ist im Hauptberuf IT-Projektleiterin und Managerin. Seit 2016 ist Kroll zertifizierte Yogalehrerin (RYT500). 2017 gründete sie die yogacompany GmbH, deren Gesellschafterin sie bis 2020 war.

## Gleitschirmfliegen
Mit Gleitschirmfliegen hat Kroll 2001 begonnen und bestreitet seit 2003 regelmässig Wettkämpfe. Von 2004 bis 2009 war sie Pilotin in der Schweizer Gleitschirmliga und kam 2006 in die Schweizer Nationalmannschaft. Mit ihrer Mannschaft holte sie sich 2006 in Morzine den Europameistertitel und wurde im selben Jahr Zweite bei der Gleitschirm-Schweizermeisterschaft in Monte Lema. Sie wurde im gleichen Jahr Dritte im Gesamtworldcup der Gleitschirmfliegerinnen. In den Jahren 2007 und 2008 wurde sie jeweils Erste in der Gleitschirm-Schweizermeisterschaft und im Gesamtweltcup. Im Jahr 2009 verteidigte sie den Schweizermeistertitel zum dritten Mal hintereinander und gewann den Cross Country Cup.
Erfolge
- Gewinnerin Cross Country Cup in der Klasse Ladies 2009
- Erster Rang Gleitschirm-Schweizermeisterschaft Fiesch 2009
- Erster Rang SwissLeague Cup 2009[4]
- Dritter Rang Weltmeisterschaft Valle de Bravo, Mexiko 2009[5][6][7]
- Paragliding World Cup 2008[8]
  - Erster Rang Paragliding World Cup Grindelwald, Schweiz, 2008
- Erster Rang Gleitschirm-Schweizermeisterschaft Fiesch 2008[9]
- Erster Rang SwissLeague Cup 2008
- Zweiter Rang Europameisterschaft Niš, Serbien 2008[10][11]
- Gesamtweltcupsiegerin 2007 
  - Erster Rang Paragliding World Cup Kayseri, Türkei, 2007
  - Erster Rang Paragliding World Cup Cornizzolo, Italien, 2007
- Erste im World Pilot Ranking System (seit August 2007)
- Erster Rang Gleitschirm-Schweizermeisterschaft Anzère 2007
- Europameistertitel mit der Mannschaft, Morzine 2006
- Zweiter Rang Gleitschirm-Schweizermeisterschaft Monte Lema 2006
- Zweiter Rang SwissLeague Cup 2006
- Dritte im Paragliding World Cup 2006

sowie viele Spitzenplatzierungen in Einzelwettkämpfen.

## Veröffentlichungen
Jerrik, B.S. (Hrsg.): Anja Kroll. Paragliding Worldcup. 2011 ISBN 978-613-8-52407-6